# Thomas Shadwell

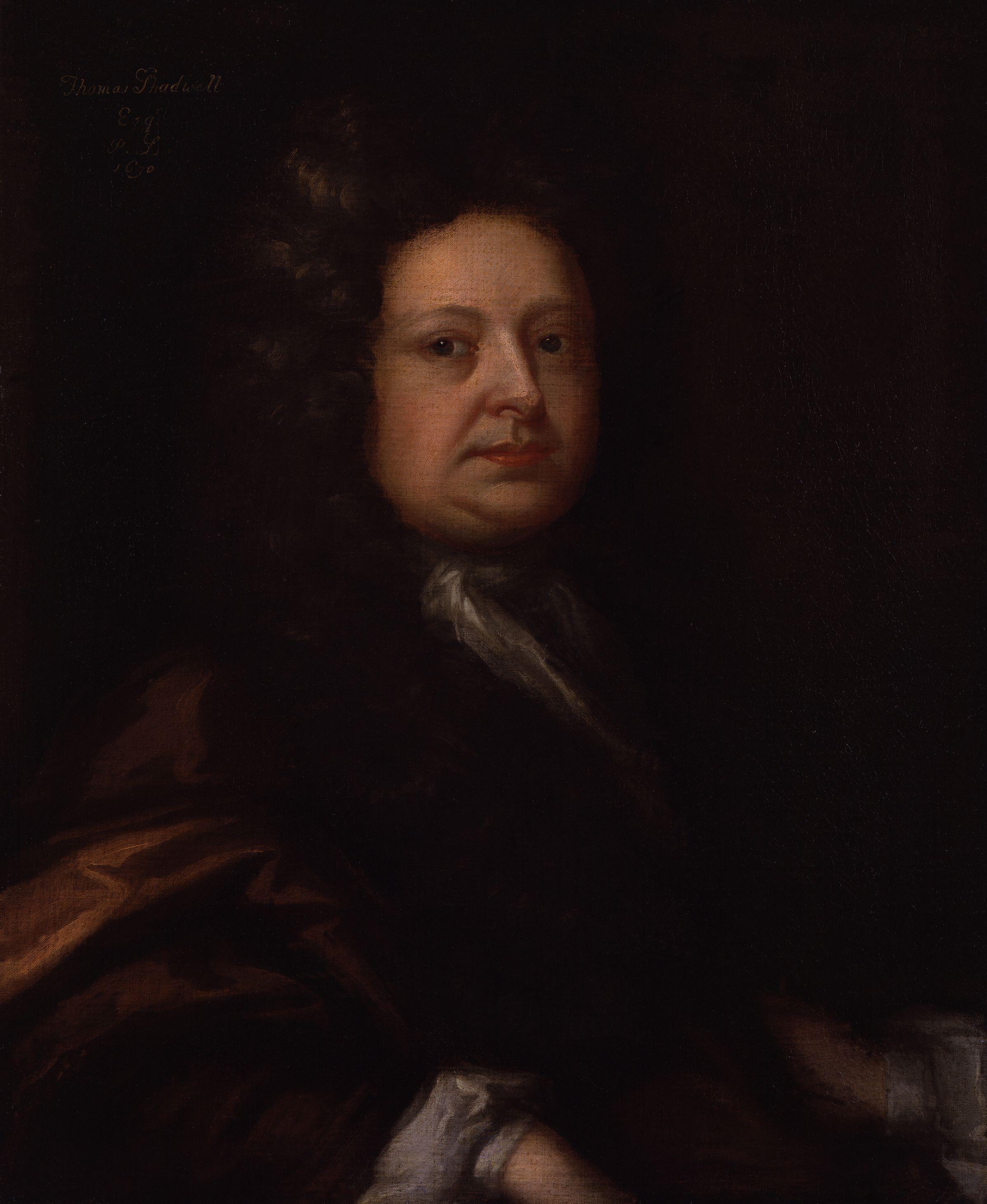
Thomas Shadwell

Thomas Shadwell (* um 1642 in Norfolk; † 19. November 1692 in London) war ein britischer Komödiendichter der Restaurationszeit und ab 1689 Poet Laureate.
Shadwell studierte an der Universität Cambridge (Caius College) und absolvierte eine juristische Ausbildung am Middle Temple in London. Nach der Restauration (1660) war er ein bekannter Intellektueller in höfischen Kreisen.
Von ihm stammen 18 Theaterstücke, darunter die Schäferdichtung The Royal Shepherdess (1669) und die Oper The enchanted island (nach dem Sturm von Shakespeare, 1674). Er adaptierte Juvenal (The tenth Satyre, 1687) und Moliere (The Sullen Lovers 1668, nach Molieres Die Lästigen, The Miser 1671/72 nach Molieres Der Menschenfeind). Sein größter Erfolg war Epsom-Wells (1672), eine Satire um Londoner Kurgäste im Badeort Epsom. Sein The Virtuoso (1676) war eine Satire auf die Royal Society. In The Squire of Alsatia (1688) schildert er das Gaunermilieu in der Gegend von Whitefriars in London.
Shadwell war ursprünglich mit John Dryden befreundet, was in der politischen Krise um den Exclusion Bill endete, in der sich Shadwell auf Seiten der Whigs stellte (und Dryden auf der Seite des Königs blieb) und in The Lancashire Witches den anglikanischen Klerus und die römische Kirche angriff. Dryden antwortete mit den Satiren Absalom and Achitophel und Mac Flecknoe, or a Satire on the True Blue Protestant Poet (1682), einem direkten Angriff auf Shadwell (den er als unbegabten Literaten satirisiert, den letzten großen Propheten der Tautologie). Teilweise drückte sich darin auch eine unterschiedliche Ansicht über das Drama aus, Shadwell bewunderte Ben Jonson, Dryden nicht. In der Glorious Revolution 1688/89, in der sich die Whigs durchsetzten, verlor Dryden seinen Posten als Poet Laureate und Hofhistoriograph und Shadwell wurde sein Nachfolger.
Zumindest in seinem letzten Lebensjahrzehnt konsumierte er Opium.
Von ihm stammen auch Gedichte.